# カウントアップ 気になる数字を数えてみた
『カウントアップ 気になる数字を数えてみた』（カウントアップ きになるすうじをかぞえてみた）は日本テレビ系列で2014年に3回放送されたバラエティ番組。

## 概要
芸能人・有名人や世の中の気になる様々な数字をカウントしていく。

## 出演者
MC
- バカリズム

進行
- 後藤晴菜（日本テレビアナウンサー）

レギュラーパネリスト
- 伊集院光
- 高橋茂雄（サバンナ）
- 鈴木奈々

## 放送日時
| 放送回 | 放送日時                   |
| ------ | -------------------------- |
| 第1回  | 2014年3月9日13:15 - 14:15  |
| 第2回  | 2014年6月14日13:30 - 15:30 |
| 第3回  | 2014年9月26日19:00 - 20:54 |

## スタッフ
第3回（2014年9月26日放送分）
- 企画・演出：井上尚也
- ナレーション：服部伴蔵門
- 構成：石原健次、木野聡、戸田倫彰
- 美術プロデューサー：高津光一郎
- 美術デザイン：平岡真穂
- 装置：赤木直樹
- 電飾：樋口巧
- 照明：加藤恵介
- 美術協力：日本テレビアート
- TM：佐治佳一
- SW：安藤康一
- CAM：中村哲也
- VE：石山実
- MIX：村瀬脩一
- モニター：ジャパンテレビ
- 編集：生田目隼
- MA：丸山輝幸
- 音効：高取謙
- 技術協力：NiTRo、スタジオヴェルト、ビデオウィング、象、DEEP、権四郎
- リサーチ：金田佑馬
- タイトルデザイン：佐土原愛
- 取材協力：MGM Resorts International
- TK：竹島祐子
- デスク：中野真奈
- AD：前田大輔、小宮弘之、伊坂力丸、葛生朋美、宮崎樹、目黒真理子
- AP：仲田竜馬、金ビンナ、水田英子
- ディレクター：井上伸正、清水洋、増田貴也、綾部健二、細川祐子、阿部聡、庄司名衣
- プロデューサー：伊東修／藤野はるか、栄永英幸、村田聡子、浦田祐一郎、橋本隆、中村英雄、冨永祐一
- チーフプロデューサー：藤井淳
- 制作協力：Passion、創輝、オフィス・ケーアール（KR→第3回から）
- 製作著作：日本テレビ